# Orlando Fundora López
Orlando Fundora López (* 1927 in Kuba; † 2. Februar 2016 ebenda) war ein hoher Funktionär der Kommunistischen Partei Kubas und Ehrenpräsident des Weltfriedensrates.

## Leben
Orlando Fundora studierte an der Handelsschule von Santa Clara (Escuela de Comercio de la ciudad de Santa Clara) und schloss sein Studium mit der Lizenziatur ab. Ab 1945 arbeitete er in Havannas Filiale der Royal Bank of Canada. An allen seinen Arbeitsstellen war er als Gewerkschaftsführer tätig.
Während der Diktatur Fulgencio Batistas (1952–1959) beteiligte sich Fundora am bewaffneten Widerstand, der in der Kubanischen Revolution mündete. So plante er ein Attentat auf einen hohen Polizeioffizier in Havanna, das jedoch noch in der Vorbereitungsphase aufgedeckt wurde. Fundora wurde festgenommen und nach eigenen Aussagen von der Polizei gefoltert, bis er aufgrund der Fürsprache eines mit ihm verwandten Kinderarztes freikam, der der kleinen Tochter des Offiziers zuvor das Leben gerettet hatte.
Er war 1961 Mitbegründer des auf Kurzwelle sendenden Auslandssenders der kubanischen Regierung, Radio Habana Cuba, in dem er zunächst als Chef der Zentralredaktion und anschließend als Generaldirektor wirkte. 1967 war er vorübergehend Generaldirektor der international ausgerichteten kubanischen Nachrichtenagentur Prensa Latina.
Seit Mitte der 1960er Jahre leitete er die Abteilung für „Revolutionäre Orientierung“ des Zentralkomitees der Kommunistischen Partei Kubas. In dieser Funktion war er für die inhaltliche Kontrolle über die gleichgeschalteten Medien des Landes zuständig und wurde in einer 2003 veröffentlichten Studie des US-Auslandsgeheimdienstes Central Intelligence Agency als einer der zentralen Funktionäre des Propaganda-Apparates Fidel Castros angesehen. 1985 wurde er von dieser Position entbunden und durch Carlos Aldana ersetzt. Gleichzeitig verlor sein Vorgesetzter, der auch als Chefideologe der Partei bezeichnete Sekretär des Zentralkomitees, Antonio Pérez Herrero, seinen Posten.
Fundora wurde im selben Jahr zum Leiter der von der kubanischen Regierung gegründeten „Bewegung für Frieden und Souveränität der Völker“ (MovPaz), der kubanischen Mitgliedsorganisation des Weltfriedensrates.
Fundora hat im Jahre 2002 Albertina Sisulu als Präsident des Weltfriedensrates abgelöst. 2008 wurde Maria do Socorro Gomes Coelho seine Nachfolgerin, und er selbst wurde Ehrenpräsident des WFR.
Bei der Weltfriedenskonferenz am 8. April 2008 in Caracas erklärte er als Präsident des Weltfriedensrates die venezolanische Hauptstadt zur „Welthauptstadt des Friedens und des antiimperialistischen Kampfes“.
2013 wurde er vom staatlichen kubanischen Journalistenverband (UPEC) gemeinsam mit 19 weiteren Journalisten für seine Tätigkeit zur Verteidigung der Revolution mit der Medaille zum 50. Jubiläum des Verbands geehrt.

## Veröffentlichungen
- A cien anos irradia luz. Paz y Soberania (La Habana) (4): 2-5; oct.-dic, 1989 La Edad de Oro
- El modo de vida socialista: respuesta al reto del futuro, en: Cuba Socialista, núm. 4, La Habana 1982; englische Übersetzung: The Socialist Way of Life: a Response to the Challenge of the Future (S. 33–52) FBIS Latin America Report Nr. 2647 vom 22. Februar 1982, abgerufen am 27. Mai 2012